# 1683
| 1683                        |
| --------------------------- |
| Dødsfald - Fødsler          |
| • Begivenheder • Litteratur |

| Gregoriansk kalender | 1683 MDCLXXXIII         |
| Ab urbe condita      | 2436                    |
| Armensk kalender     | 1132 ԹՎ ՌՃԼԲ            |
| Kinesiske kalender   | 4379 – 4380 壬戌 – 癸亥 |
| Etiopisk kalender    | 1675 – 1676             |
| Jødisk kalender      | 5443 – 5444             |
| Hindukalendere       |                         |
| - Vikram Samvat      | 1738 – 1739             |
| - Shaka Samvat       | 1605 – 1606             |
| - Kali Yuga          | 4784 – 4785             |
| Iransk kalender      | 1061 – 1062             |
| Islamisk kalender    | 1094 – 1095             |

Konge i Danmark: Christian 5. 1670-1699
Se også 1683 (tal)

## Begivenheder

### Marts
- 13. marts - det bliver forbudt for danske præster at tage penge for bryllup og dåb

### April
- 14. april - Kong Christian 5. underskriver Danske Lov

### Juni
- 23. juni - Københavns Bagerlaug stiftes

### September
- 12. september – Slaget ved Wien eller Slaget ved Kahlenberge hvor tyrkerne blev fordrevet fra Wien af en hær fra Polen-Litauen og det Tysk-romerske rige, ledet af den polske konge Johan 3. Sobieski. Dette afslutter osmannerrigets pres mod Østrig-Ungarn

### Udateret
- Taiwan indlemmes i Kina

## Født
- 10. november – Georg 2. af Storbritannien, konge fra 1727 til 1760